# TT224
La tombe thébaine TT 224 est située à Cheikh Abd el-Gournah, dans la nécropole thébaine, sur la rive ouest du Nil, face à Louxor en Égypte.
C'est la sépulture d'Ahmose, appelé Hemi (Jˁh-ms, Hm.j) qui porte les titres de « surveillant du domaine de l'Épouse du dieu », « surveillant des doubles greniers de l'Épouse du dieu Ahmès-Néfertary ». Elle date des règnes d'Hatchepsout et Thoutmôsis III (XVIIIe dynastie).